# あさいゆきの
あさい ゆきの（本名：酒井 妙（さかい たえ）、1964年11月30日 - ）は、日本の女優、タレント。九州生まれ、東京育ち。スリーサイズは88cm、60 cm、85 cm。血液型はB型。アンクルベイビー所属（2003年より休業中）。
ニッポン放送でDJをつとめた後、「オレンジ・シスターズ」で”サンディ”として、シングル2枚、アルバム1枚を出した。当時の所属事務所はジャニーズ事務所。同事務所への所属は女性アイドルでは極めて少ない事例であった。オレンジ・シスターズ解散後、「麻生奈津子」として女優デビューし、後に「あさいゆきの」に改名し、2002年結婚、後に出産した。好きなスポーツはビーチラグビー（夫の若狭平和が1990年に生み出したスポーツ）。

## 芸名の改名歴
酒井 妙 （さかい・たえ＝旧姓時の本名）　→　サンディ　→　麻生 奈津子　→　あさい ゆきの

## 所属事務所
不明　→　ジャニーズ事務所　→　アクターズエージェンシー（アクターズプロモーション系列）　→　オフィス裕子　→　アンクルベイビー

## 来歴
- 本名の“酒井 妙”で芸能界デビュー。ニッポン放送の深夜帯番組「武田久美子 パイオニア・サウンド・ハイスクール」で、武田と「東大生が選ぶアイドルコンテスト」優勝者のひとり・遠藤美和（後に“遠藤みわ”）の2人と共に1年間、レギュラーDJを務めた。
- その後、女性アイドルグループ「オレンジ・シスターズ」のメンバーオーディションに合格。同グループへは“サンディ”という芸名で所属し、1984年3月21日にシングル「サマーホリデー」でレコードデビューした。
- 当時の所属事務所は、女性の所属者が極めて少ない「ジャニーズ事務所」。多くのレギュラー番組を持ち、レコードもEP2枚、LP1枚を発表したが、「それぞれの道を進みたい」との理由で1985年に解散。
- その後は「アクターズエージェンシー」へ移籍、“麻生 奈津子”の芸名で女優デビュー。テレビドラマだけでなく、舞台、ラジオ番組、バラエティ番組、リポーターなどにもレギュラーで挑戦した。また、俳優座の女優・野中マリ子による演技指導所「野中塾」の塾生として、8年間に渡って演技を学んだ他、「アーイズ」という演劇集団も結成し、舞台のプロデュース活動を行った。
- その後「オフィス裕子」に移籍、“あさい ゆきの”という芸名に改名。更に後に「(有)アンクルベイビー」へと移籍した。そして日米合作映画『外人（開国）』のオーディションに、「外人から見た日本人のイメージ」と言われて合格するも、円高によってお蔵入りしてしまい、世界デビューのきっかけを逃がした。しかし国内では、舞台、テレビドラマ、映画などで主演もしている。

## テレビ出演

### 連続ドラマ
- ドラマ・女の手記 / 待つ女に甘い誘惑（1987年、TX）
- 懲りない女房たち （1987年、毎日放送「妻そして女シリーズ(20)」）
- ダウンタウン探偵組 （1988年、ABCテレビ）
- Nettaiya ACADEMY 「Hollywood Hills」 （1989年4月 - 、テレビ朝日）
- 刑事貴族 (1) （1990年〜1991年、日本テレビ）
- 心変わり（1988年、TBS）
- なんだらまんだら（1991年、CX）
- あなただけ見えない（1992年、CX）
- HANAKOの結婚 （1992年2月、テレビ朝日）
- 氷炎 死んでもいい（1997年、THK）
- まかせてダーリン（1998年、TBS）
- レッド（2001年、THK）
- 待つ女に甘い誘惑 （1987年3月30日、テレビ東京 「ドラマ・女の手記」）
- 日本一のツイてない男 （1991年5月6日、TBS）
- 生前情交痕跡あり （1991年7月5日、フジテレビ）
- 好きやねん父ちゃん (1)　涙の家族解散宣言！ （1994年10月2日、TBS）
- この街が、好きやねん （1996年10月6日、TBS）
- 斜光 （1998年6月22日、TBS）